# Broches celtas

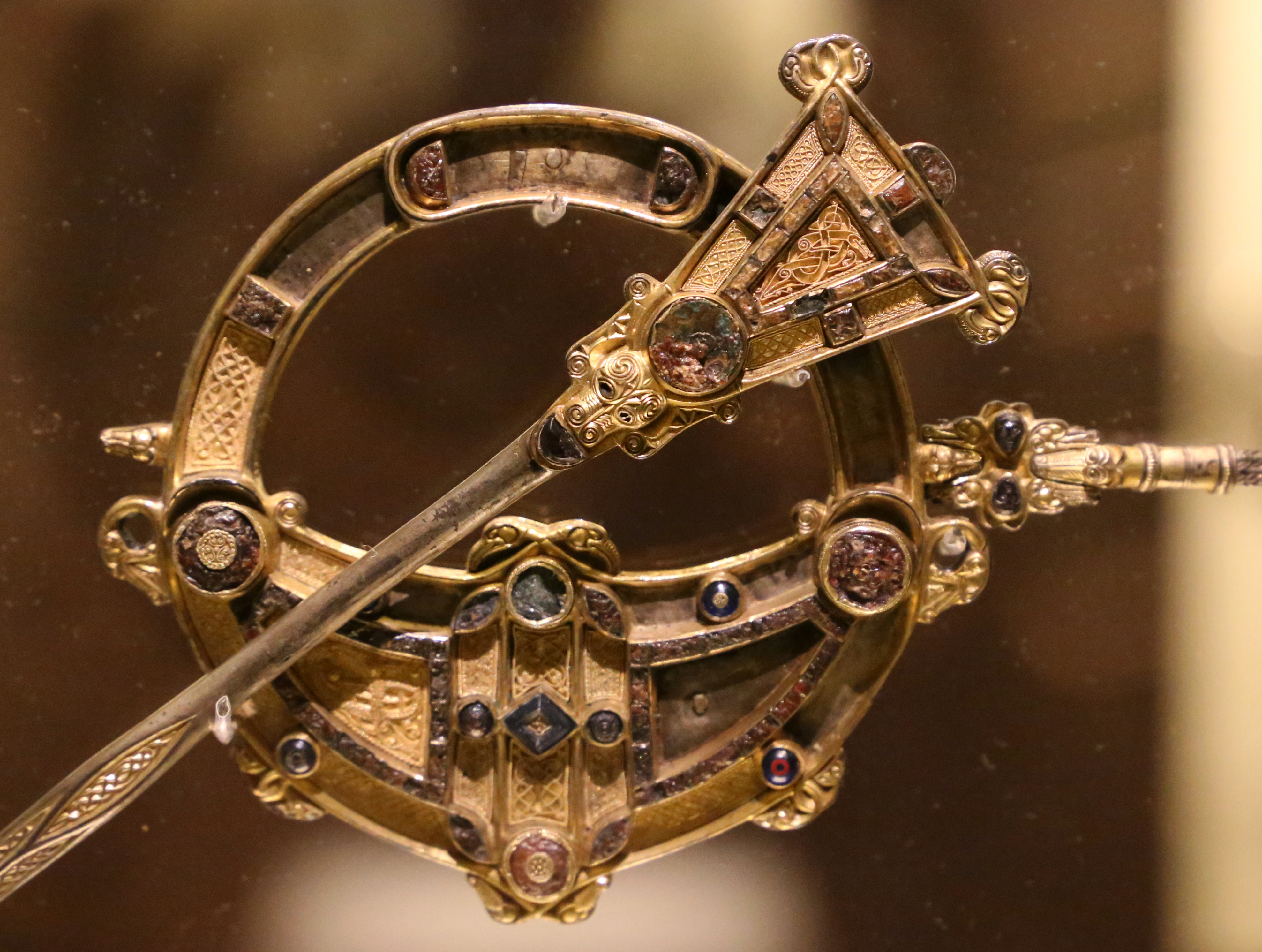
O pseudo-penanular Broche Tara, o mais ornamentado de todos, também decorado no verso (veja abaixo). Irlandês, início do século VIII.

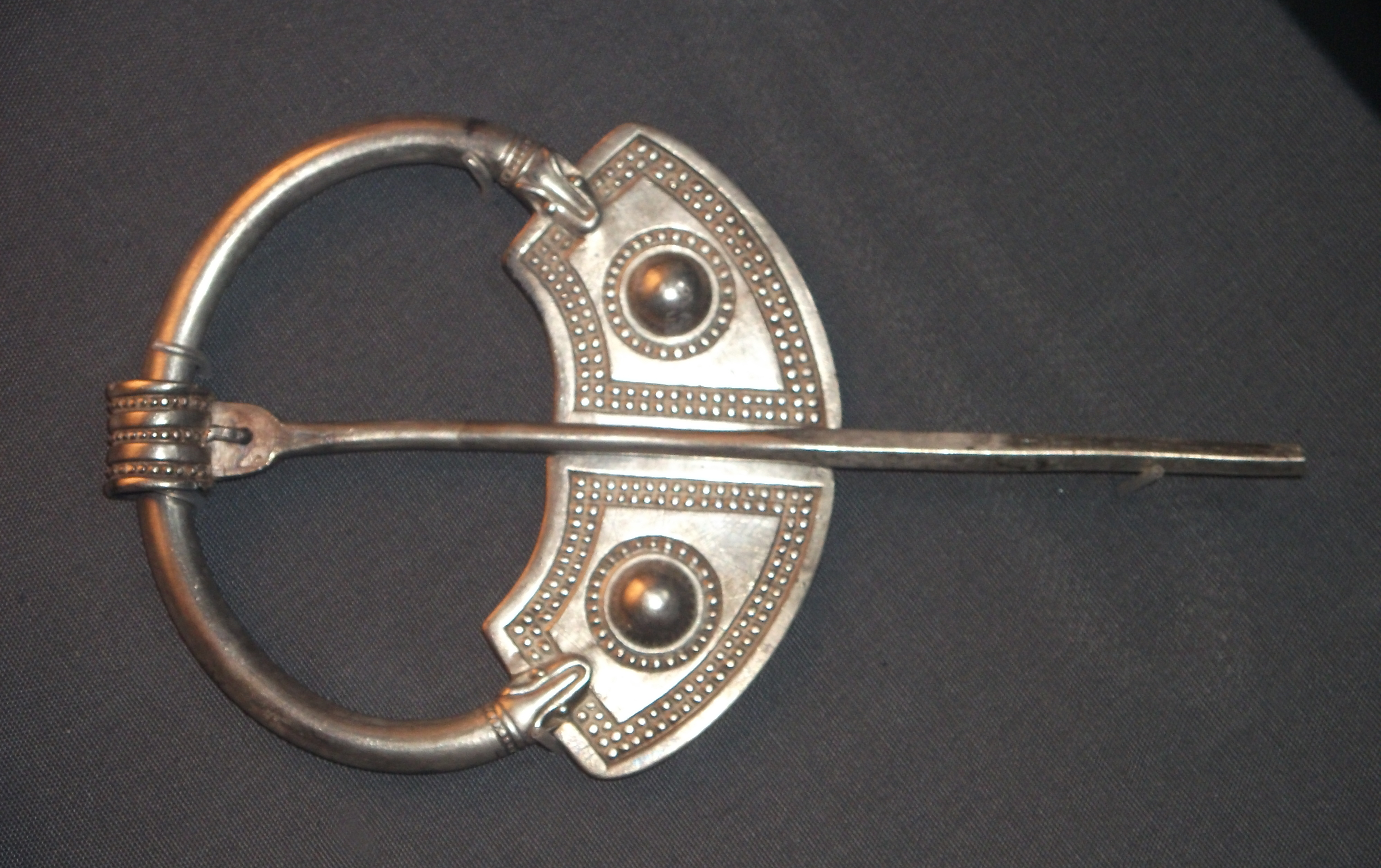
Broche de prata do período Viking do tesouro de Penrith.

O broche Celta é um tipo particular de broche usada pelas populações celtas para fixar peças de roupa ao corpo (conhecida como manto). Artefatos deste tipo são geralmente datados dos primeiros séculos da Alta Idade Média e produzidos nas Ilhas Britânicas . Caracterizam-se pela presença de um longo pino preso a um anel.
Existem três tipos:
Broches Penanulares - com anel aberto, destinadas a fixar o tecido sem perfurá-lo;
Broches pseudo- penanulares - anel fechado com simulação dos ápices terminais;
Broches de cardo - de formato mais simples, produzidas durante as últimas fases da Era viquiingue (século XI).
Inicialmente um simples elemento metálico de suporte nas vestimentas dos celtas, cujo uso remonta ao início da Idade do Ferro , as fíbulas tornaram-se verdadeiros objetos de ourivesaria entre os séculos VIII e X. Artefactos extremamente preciosos foram produzidos nesse período para as elites gaélicas dominantes na Escócia e na Irlanda , constituindo uma parte fundamental da arte celta medieval inicial e, especificamente, da chamada arte insular.

## Origem
Nos séculos III e IV, houve difusão de um tipo de broche penanular (presumivelmente no sudoeste da Grã-Bretanha e no País de Gales , segundo as descobertas realizadas) com extremidades apicais do anel de consideravel dimensão e decoradas com motivos zoomórficos, com ou sem cabeças humanas, e esmalte. O modelo desapareceu da Grã-Bretanha no século V, mas foi revivido e desenvolvido na Irlanda nos séculos VI e VII: as pontas tornaram-se mais grossas, as decorações zoomórficas com acréscimos abstratos mantiveram-se e o esmalte era acompanhado com incrustações de vidro. O comprimento do pino aumenta até quase o dobro do diâmetro do anel. Paralelamente aos gaélicos da Irlanda, os gaélicos escoceses e os pictos também desenvolveram penanulares, embora recorrendo a características estilísticas de decoração comuns ao resto da produção de ourivesaria local (por exemplo, relicários cristãos).